# Villeneuve-la-Comptal
Villeneuve-la-Comptal är en kommun i departementet Aude i regionen Occitanien  i södra Frankrike. Kommunen ligger  i kantonen Castelnaudary-Sud som ligger i arrondissementet Carcassonne. År 2022 hade Villeneuve-la-Comptal 1 424 invånare.

## Befolkningsutveckling
Antalet invånare i kommunen Villeneuve-la-Comptal
Referens: INSEE